# Головачевка (Нижньогородська область)
Головачевка (рос. Головачевка) — присілок в Большеболдинському районі Нижньогородської області Російської Федерації.
Населення становить 87 осіб. Входить до складу муніципального утворення Молчановська сільрада.

## Історія
Від 2009 року входить до складу муніципального утворення Молчановська сільрада.

## Населення
| 1999 | 2002 | 2010 |
| ---- | ---- | ---- |
| 110  | ↗113 | ↘87  |